# Љубав и пријатељство
 „Љубав и пријатељство“ (енгл. Love & Friendship) филмска је костимирана комедија из 2016. Филм је режирао Вит Стилман, који је написао и сценарио. Сценарио је заснован на кратком роману „Леди Сузан” енглеске књижевнице Џејн Остин. Главна протагонисткиња је Леди Сузан (игра је Кејт Бекинсејл), неодољива и духовита дама из енглеског нижег племства са почетка деветнаестог века, која након смрти мужа, покушава да пронађе богате мужеве за себе и своју ћерку Фредерику (игра је Морфид Кларк). Због ограниченог буџета филм је снимљен за 27 дана.
Филм је премијерно приказан на Санденс филмском фестивалу у јануару 2016. Филмски критичари су га дочекали похвалама и тренутно на сајту Ротен томејтос има 98 посто позитивних филмских рецензијa, заснованих на 154 рецензије, са просечном оценом од 8,3/10. Поред похвала на рачун глуме, музике и режије ово остварење се истакло и као једна од ретких адаптација романа Џејн Остин које је успешно пренело хумор из њених дела, који обично остаје у филмским адаптацијама у сенци романтичних заплета.    

## Улоге
| Глумац          | Улога                |
| --------------- | -------------------- |
| Кејт Бекинсејл  | Леди Сузан Вернон    |
| Клои Севињи     | Алиша Џонсон         |
| Завијер Самјуел | Реџиналд Декурси     |
| Стивен Фрај     | Господин Џонсон      |
| Ема Гринвел     | Кетрин Вернон        |
| Морфид Кларк    | Фредерика Вернон     |
| Џејмс Флит      | Сер Реџиналд Декурси |
| Џема Редгрејв   | Леди Декурси         |
| Том Бенет       | Сер Џејмс Мартин     |
| Џастин Едвардс  | Чарлс Вернон         |